# گمینا لاتوویچ
گمینا لاتوویچ (به لهستانی:  Gmina Latowicz) یک گمینا در لهستان است که در شهرستان مینگسک واقع شده‌است. گمینا لاتوویچ ۱۱۴٫۱۵ کیلومتر مربع مساحت و ۵٬۴۷۸ نفر جمعیت دارد.